# Lingua franca
Die Lingua franca (italienisch für fränkische Sprache) ist zum einen eine romanisch basierte Pidgin-Sprache, zum anderen die generische Bezeichnung für eine Verkehrssprache.
Die Lingua franca als Pidgin-Sprache entstand im Mittelalter durch den Sprachkontakt zwischen Romanen und Sprechern nichtromanischer Sprachen, insbesondere des Arabischen, und war als Handels- und Verkehrssprache bis ins 19. Jahrhundert vorwiegend an der Süd- und Ostküste des Mittelmeers verbreitet.
Ihr Name Lingua franca wurde seit dem 18. Jahrhundert zu einer generischen Bezeichnung für ähnlich geartete Misch- oder Pidgin-Sprachen verallgemeinert. Heute sind damit auch beliebige künstliche oder natürliche Sprachen wie Englisch gemeint, die gewohnheitsmäßig als Sekundär- und Verkehrssprache zwischen Sprechern unterschiedlicher Sprachgemeinschaften verwendet werden. Ob im Fall einer natürlichen Sprache die durch solchen Gebrauch bedingten Veränderungen und Vereinfachungen schon zu einer Pidginisierung geführt haben, ist hierbei dann für die Einordnung als Lingua franca nicht entscheidend.

## Schreibung und Pluralbildung
Im Deutschen sind Schreibungen Lingua Franca, Lingua franca oder auch lingua franca gebräuchlich, ohne dass sich normalerweise aus der Schreibung ableiten lässt, ob die ursprüngliche oder die generisch erweiterte Bedeutung gemeint ist. Für die Pluralbildung, die nur unter Ansetzung der generischen Bedeutung möglich ist, wird im Deutschen hauptsächlich die lateinische Form Linguae francae (oder linguae francae) gebraucht, vergleichsweise seltener dagegen die italienische Form Lingue franche (oder lingue franche), die die Erinnerung an die Herkunft des Begriffs bewahrt, oder die aus dem Englischen entlehnte hybride Form (die) Lingua francas.

## Die romanisch basierte Lingua franca
Italienisch franco/franchi, ursprünglich eine aus dem Namen der germanischen Franken abgeleitete Bezeichnung für (Nord-)Italiener und Franzosen, wurde durch die Kreuzzüge und das lateinisch-fränkische Reich in Byzanz in der Bedeutung erweitert zu „Westeuropäer, Abendländer, Katholik(en)“ und in dieser Bedeutung von Arabern, Türken, Griechen, Persern, Slawen und Rumänen übernommen. Die Bezeichnung „lingua franca“ scheint nach dem Arabischen in Al-Andalus geprägt worden zu sein, wo durch den Geographen Ibn Chordadhbeh belegt ist, dass Lingua franca (al lugha al-ifranjiyya) gegen Spanisch (andalusiyya) und Griechisch (rumiyya) abgegrenzt wurde. Als alternative Bezeichnung ist seit dem 19. Jahrhundert der vermutlich unter französischem Einfluss in Algerien entstandene Ausdruck (langue) sabir verbreitet (Erstbeleg 1859, abweichend schon bei Molière) sowie, seltener, petit mauresque (Erstbeleg 1830). Bei lingua franca, parlare franco, sapere franco und den Entsprechungen besonders in griechischen Quellen ist je nach dem Abgrenzungskontext und in Analogie zur allgemeinen Bedeutungsentwicklung von franco/franchi auch mit abweichenden Bedeutungen wie „Französisch“, „Italienisch“ oder „westliche Sprache“ zu rechnen.
Bei der Lingua franca handelt es sich entgegen älteren Bewertungen nicht um eine Mischsprache oder verunstaltete Einzelsprache oder ein von Sprecher zu Sprecher sich veränderndes Radebrechen, sondern um ein echtes Pidgin auf romanischer Basis mit arabischen, türkischen, persischen, griechischen und slawischen Einflüssen, das in seinem lexikalischen Grundbestand und seiner grammatischen Struktur trotz seiner weiten Verbreitung und jahrhundertelangen Verwendung eine bemerkenswerte Geschlossenheit aufweist. Die in mancher Literatur verbreitete Behauptung, dass die Basis ein zwischen Genua und Marseille gesprochenes Provenzalisch gewesen sei, ist linguistisch falsch und auch aus geschichtlich-geographischen Gründen nicht haltbar.
Sie ist eine Sekundärsprache geblieben, hat sich also nicht zu einer als Muttersprache übernommenen Kreolsprache weiterentwickelt. Die Bedingungen für den Gebrauch waren Handelskontakte, militärische Kontakte, vermischte Siedlung und – von nicht zu unterschätzender Bedeutung – Piraterie und die Präsenz von romanischen Sklaven in arabisch-türkischem und griechischem Sprachgebiet. Ob oder in welchem Maße Romanen die Lingua franca auch untereinander als Verkehrssprache gebrauchten, ist auf Grundlage der erhaltenen Quellen nicht sicher zu entscheiden.
Die Lingua franca ist in den Quellen durch metasprachliche Beschreibungen z. B. in Reiseberichten, durch Zitate und durch fachsprachliche Termini z. B. in der nautischen Sprache bezeugt. Sie fand auch vereinzelt für literarische Texte Verwendung, beispielsweise im anonymen Contrasto della Zerbitana von 1284/1305, Gigio Artemio Giancarlis La Zigana, gedruckt 1548, in geringerem Umfang u. a. auch bei Fazio degli Uberti, Goldoni, Molière (Der Bürger als Edelmann), Calderón und Lope de Vega, hat sich jedoch nicht als Schriftsprache etabliert. Entsprechend schwierig sind die Bedingungen für die Untersuchung ihrer genaueren geschichtlichen Entwicklung und geographischen Differenzierung. Bei der letzteren kann man zumindest ansatzweise bei den Belegen für Nordafrika eine vorherrschend spanische Basis im westlichen Nordafrika und eine vorherrschend italienische Basis im östlichen Nordafrika feststellen, die bei Algier zusammentreffen. Im Zusammenhang mit der Eroberung Algeriens durch die Franzosen wurde die dortige Lingua franca durch den verstärkten französischen Sprachkontakt und durch Handbücher wie das Dictionnaire de la langue franque ou petit mauresque (Marseille 1830) französisiert, blieb jedoch als solche bis zum Ende des 19. Jahrhunderts noch in Gebrauch.